# Гвоздёвка (Томская область)
Гвоздёвка — упразднённая в 2014 году деревня в Чаинском районе Томской области России. Входила в состав Чаинского сельского поселения. 

## История
Основана в 1912 году. По данным на 1926 год посёлок Гвоздевка состоял из 37 хозяйств, основное население — русские. В составе Чаинского сельсовета Чаинского района Томского округа Сибирского края.
Упразднена в 2014 году.

## Население
| 1926 | 1931 | 1940 | 1956 | 1995 | 1996 | 1997 |
| ---- | ---- | ---- | ---- | ---- | ---- | ---- |
| 193  | ↗197 | ↘145 | ↗152 | ↘3   | →3   | →3   |
| 1998 | 1999 | 2002 | 2012 | 2013 | 2014 |      |
| →3   | →3   | ↘2   | ↘0   | →0   | →0   |      |

Национальный состав
По данным на 1926 год основное население — русские.
Согласно результатам переписи 2002 года, в национальной структуре населения русские составляли 100 %.